# Begonia venosa
Begonia venosa là một loài thực vật có hoa trong họ Thu hải đường. Loài này được Skan ex Hook.f. mô tả khoa học đầu tiên năm 1899.

## Hình ảnh

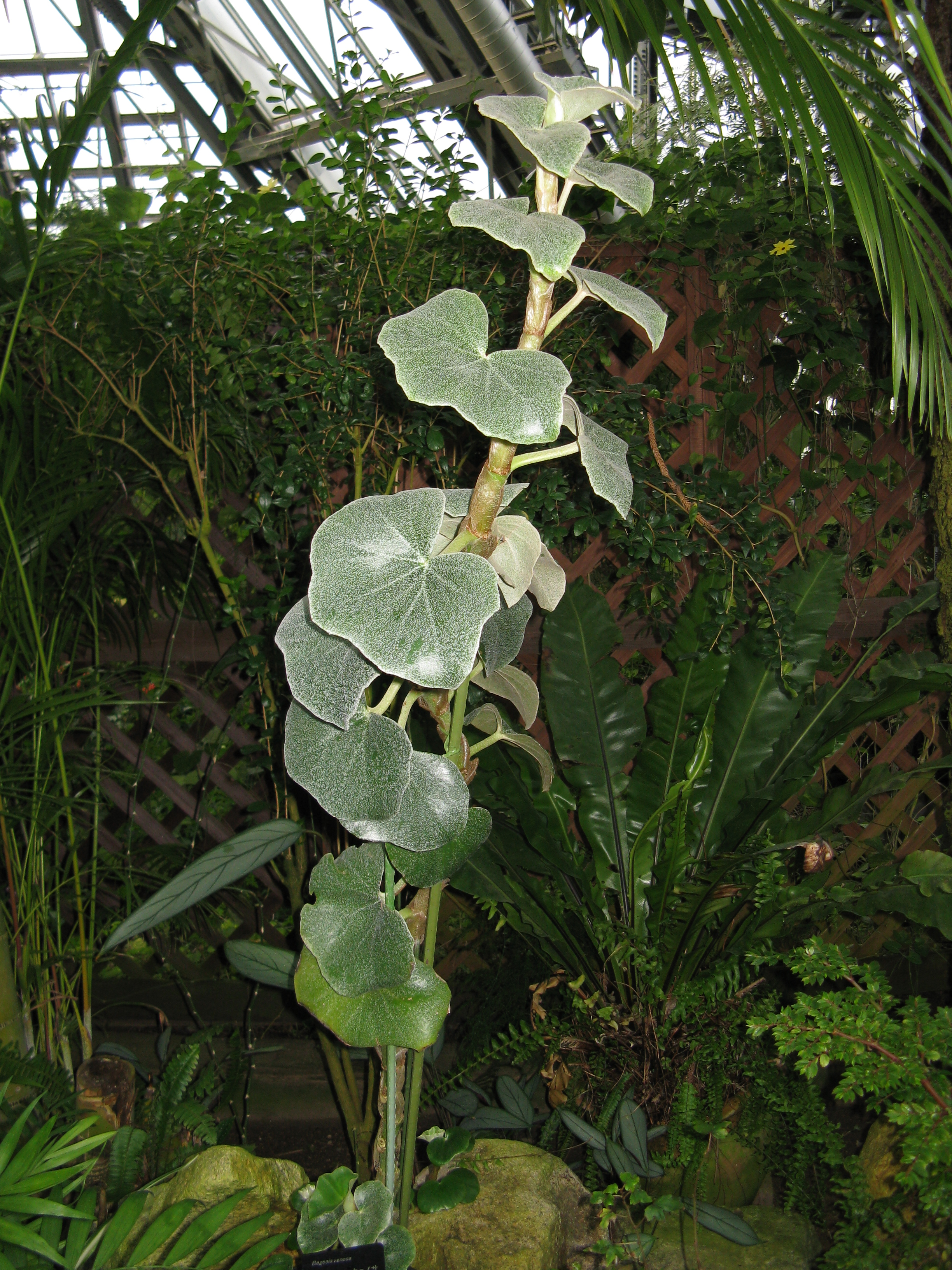
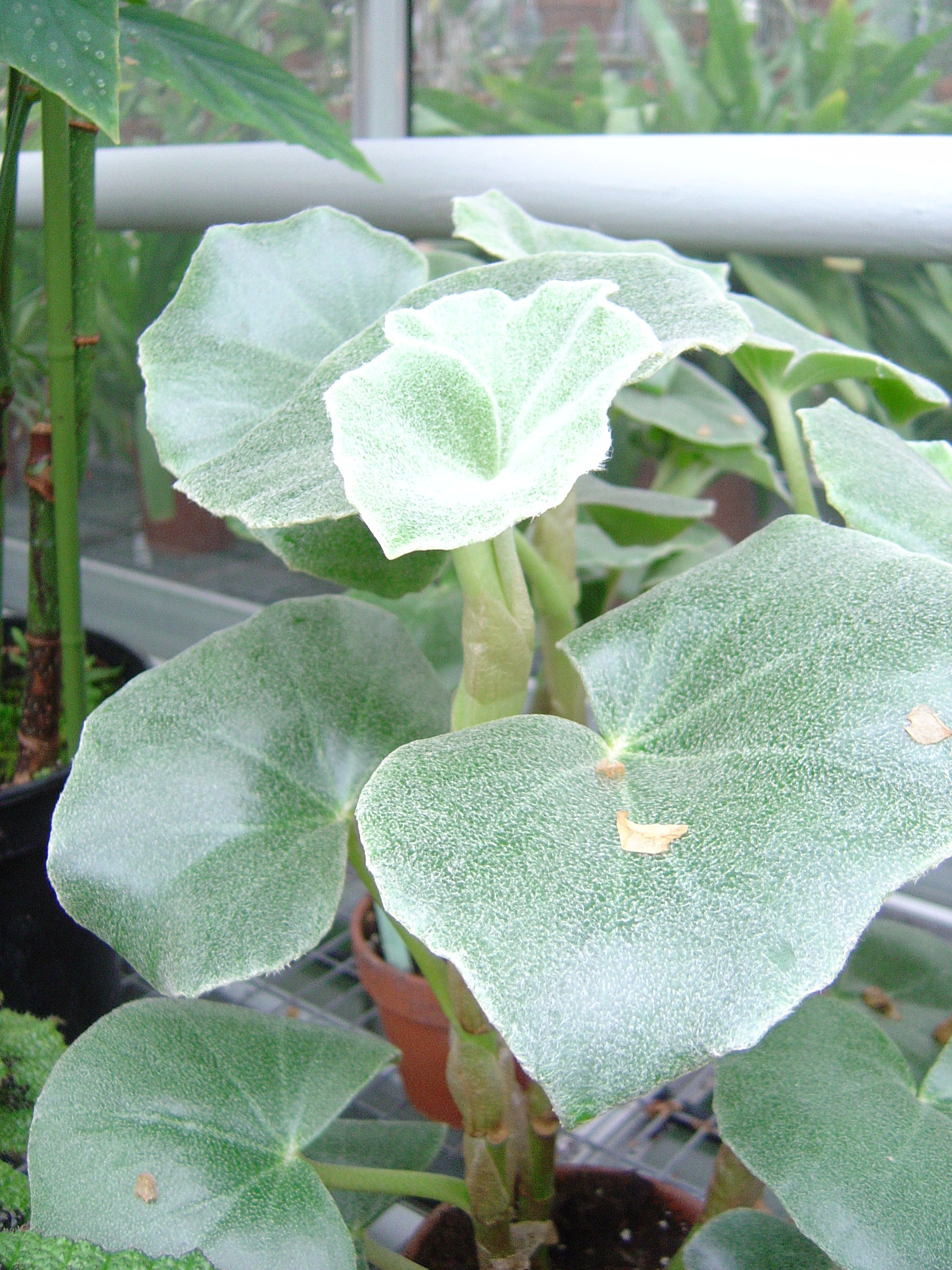
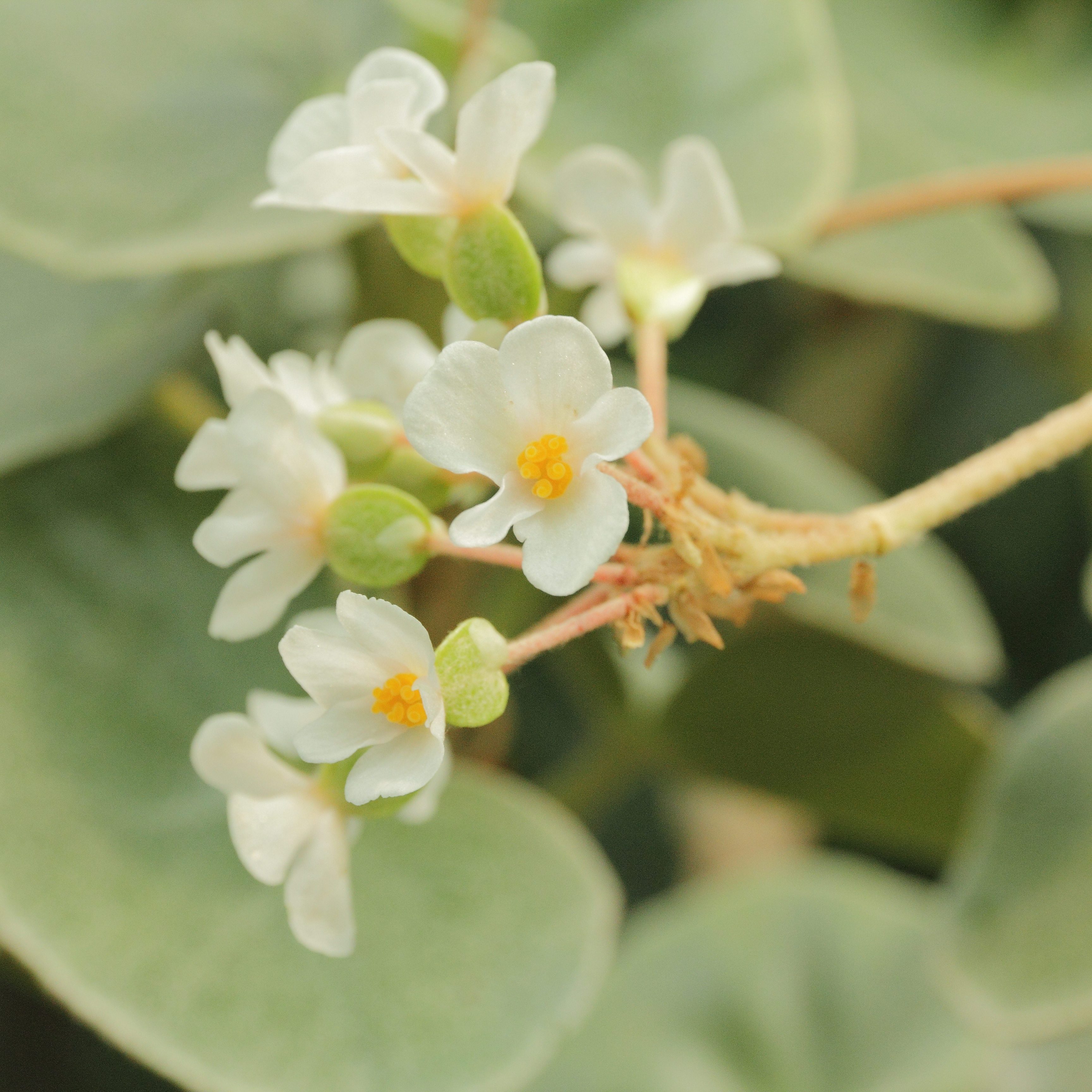
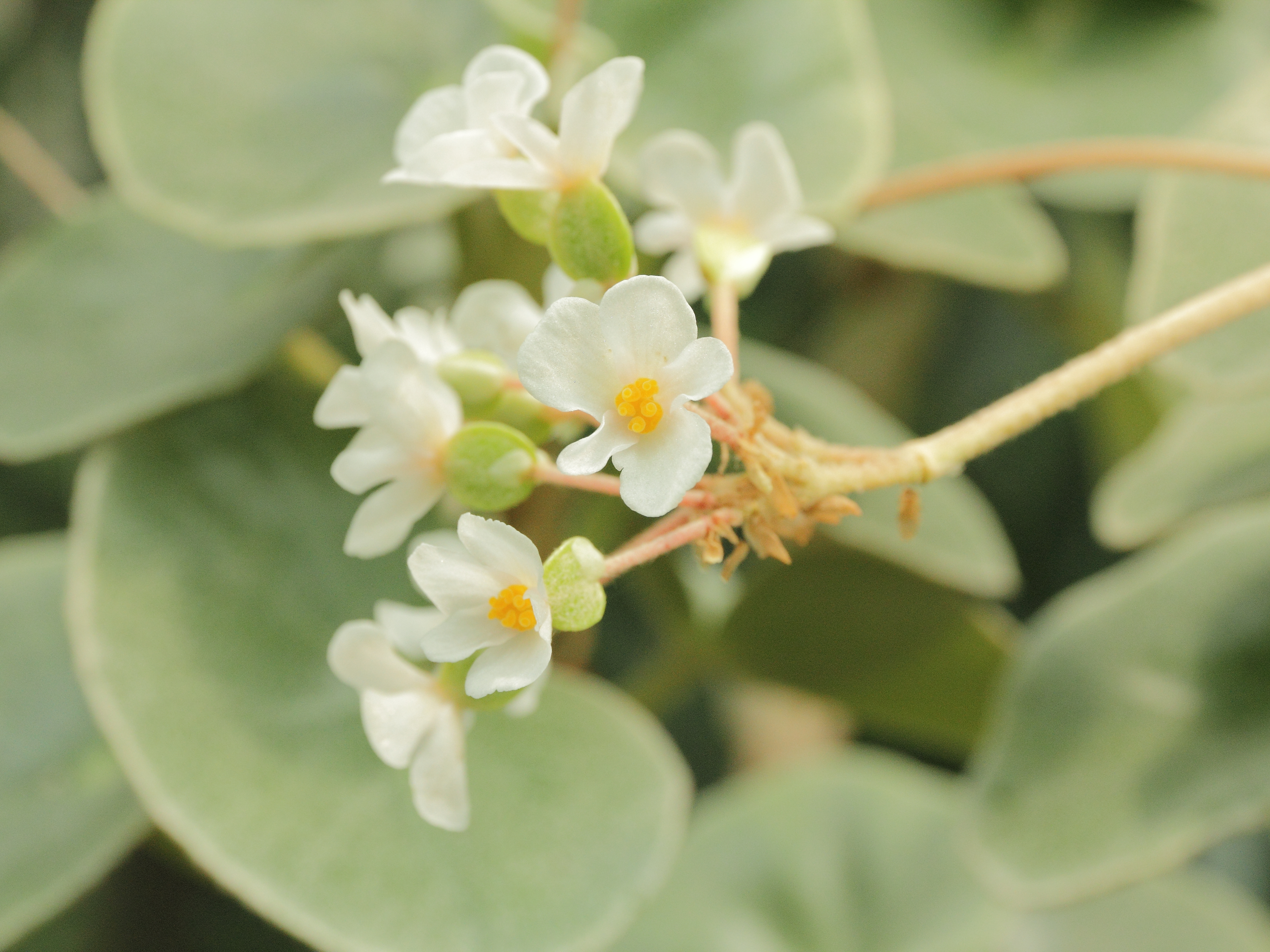